# Ахмедов, Мобил Салман оглы
Ахмедов Мобил Салман оглы (10 сентября 1931, Ганджа — 3 июня 2006, Баку) — азербайджанский актёр театра, вокалист. Народный артист Азербайджана (2000).

## Биография
Мобил Ахмедов родился 10 сентября 1931 года в Гяндже. В 1955 году поступил в Бакинское художественное училище имени Азима Азимзаде. Через год был принят в Азербайджанскую государственную консерваторию. Учился в классе Бюльбюля.
После окончания учёбы в 1961 году некоторое время работал в хоре Азербайджанского Госрадио. В сентябре его пригласили в Азербайджанский государственный академический музыкальный театр в качестве солиста. С этого времени он на протяжении почти сорока лет играл главные роли в большинстве спектаклей театра. Он создал богатое творческое наследие, сыграв более чем в семидесяти спектаклях театра и исполнив несколько ролей в различных постановках.
Работал преподавателем в различных учебных заведениях. В фонде радио имеется более 600 магнитофонных записей и 40 бобин.
После продолжительной болезни он скончался 3 июня 2006 года в возрасте 75 лет в Баку и был похоронен в Гяндже.

## Творчество

### Роли, сыгранные в классических опереттах и музыкальных комедиях по мотивам классической национальной драмы
- Сарвар и Рустам бек, Аскер («Мешеди Ибад» и «Аршин мал алан», Узеир бек Гаджибеков);
- Гейдар бек («Гаджи Кара», автор либретто Шамси Бадалбейли по одноименному произведению Мирзы Фатали Ахундзаде. Композиторы Рамиз

Мустафаев и Васиф Адигозалов);
- Дядя Магаммедгасан («Истории села Данабаш», по одноименному произведению Джалила Мамедкулизаде, автор либретто Джаннат Салимова, композитор Октай Кязимов).

### Сцены, которые он играл в музыкальных комедиях на современные темы
- Тугай («Одна минута», Магеррам Ализаде и Гаджи Ханмамедов);
- Надир («Золотоискатели», Гасан Сеидбейли и Тофиг Кулиев);
- Аяз («Гайнана», Маджид Шамхалов и Закир Багиров);
- Алай («Гёзюн айдын», Мухаррам Ализаде и Фикрет Амиров);
- Бахтияр («Улдуз», Сабит Рахман и Сулейман Алескеров);
- Арзу, Зафар, Йетим, Тогрул («Олмады эля, олду беля», «Озюмюз билярик», «Нищий сын миллионера» и «Севиндик ищет девушку», Шихали Гурбанов и Сулейман Алескеров);
- Джесарет, Чингиз («Бабушкина царская птица» и «Поженимся, давай разведемся», Алиага Курчайлы и Васиф Адигозалов);
- Сахиб («Лепелер», Алиага Курчайлы и Ариф Меликов);
- Этибар («Роза», Мухаррам Ализаде и Султан Гаджибеков).

### Партии прочтенные в переводе
- Зураб («Песня о Тбилиси», Левон Джубабирия и Шота Милорава);
- Котэ («Кето и котэ», Владимир Долидзе);
- Эльбрус («Мать любимой моей», Георгий Хугаев и А. Ованов).

## Фильмография
1. Чёрные скалы (фильм, 1956)
2. Улыбка актрисы (фильм, 1974)
3. Аккорды долгой жизни (фильм, 1981)
4. Мяканын мелодиясы (фильм, 2004)
5. Три шага к республике (фильм, 2008)
6. В канун Нового года (фильм, 1958)

## Награды
- Заслуженный артист Азербайджанской ССР (1978)
- Народный артист Азербайджана (2000)
- Персональная стипендия Президента Азербайджанской Республики (2002)[4]